# أودا كروغ
أودا كروغ (بالنرويجية البوكمول: Oda Krohg)‏ هي رسامة نرويجية، ولدت في 11 يونيو 1860 في Åsgårdstrand ‏ في النرويج، وتوفيت في 19 أكتوبر 1935 في أوسلو في النرويج بسبب إنفلونزا.